# Desert Flower
Desert Flower is een Duitse film uit 2009 met Liya Kebede, Sally Hawkins en Craig Parkinson. De film is geregisseerd door Sherry Hormann. De film is gebaseerd op de autobiografische boeken van Waris Dirie.

## Het verhaal
De film vertelt het waargebeurde verhaal van het Somalische fotomodel Waris Dirie en begint op het moment, dat ze als jonge vrouw in Londen woont. Door middel van flashbacks krijgen we haar levensverhaal te zien. Hoe ze als kind van een nomade op 3-jarige leeftijd werd besneden en op 13-jarige leeftijd werd uitgehuwelijkt. Om aan dit huwelijk te ontsnappen vlucht ze naar haar oma en reist van daaruit verder naar Londen. Tijdens haar werk als schoonmaakster wordt ze gezien door een fotograaf, die haar zijn kaartje geeft. Door haar bekendheid als fotomodel krijgt ze tevens de mogelijkheid om de aandacht te vestigen op vrouwenbesnijdenis.

## Rolverdeling
| Acteur           | Personage       |
| ---------------- | --------------- |
| Liya Kebede      | Waris Dirie     |
| Sally Hawkins    | Marylin         |
| Craig Parkinson  | Neil            |
| Timothy Spall    | Terry Donaldson |
| Anthony Mackie   | Harold Jackson  |
| Juliet Stevenson | Lucinda         |